# Przeczki
Przeczki – nieoficjalny przysiółek wsi Borowce w Polsce położony w województwie mazowieckim, w powiecie ostrołęckim, w gminie Troszyn.
Dawniej folwark.

## Historia
W 1767 r. dziedzicem tego folwarku był Jan Kazłowski, syn Józefa.
W Słowniku Geograficznym Królestwa Polskiego i innych krajów słowiańskich znajdujemy następujące informacje:

Mierzejewo Przęczki folwark, w 1856r. miały 428 morg ogólnego obszaru.

Do folwarku prowadzi polna droga. Przez kilkanaście metrów po skręceniu z drogi łączącej Janki Stare z Borowcami obsadzona jest
obustronnie wierzbami. Następnie można ujrzeć budynki gospodarcze. Przed bramą wjazdową znajduje się krzyż. Od drogi płot jest zbudowany z kamieni, zaś resztę obszaru otacza metalowa siatka.
W rękach prywatnego właściciela znajduje się tu dwór drewniany z 1870 r. wraz z zabudowaniami.
W latach 1921–1939 folwark leżał w województwie białostockim, w powiecie ostrołęckim, w gminie Troszyn.
Według Powszechnego Spisu Ludności z 1921 roku folwark zamieszkiwały 24 osoby w 2 budynkach mieszkalnych. Miejscowość należała do parafii rzymskokatolickiej w Troszynie. Podlegała pod Sąd Grodzki w Ostrołęce i Okręgowy w Łomży; właściwy urząd pocztowy mieścił się w Troszynie.
W wyniku agresji III Rzeszy na Polskę we wrześniu 1939 folwark znalazł się pod okupacją niemiecką i do wyzwolenia weszła w skład Generalnego Gubernatorstwa.
W latach 1975–1998 miejscowość administracyjnie należała do województwa ostrołęckiego.

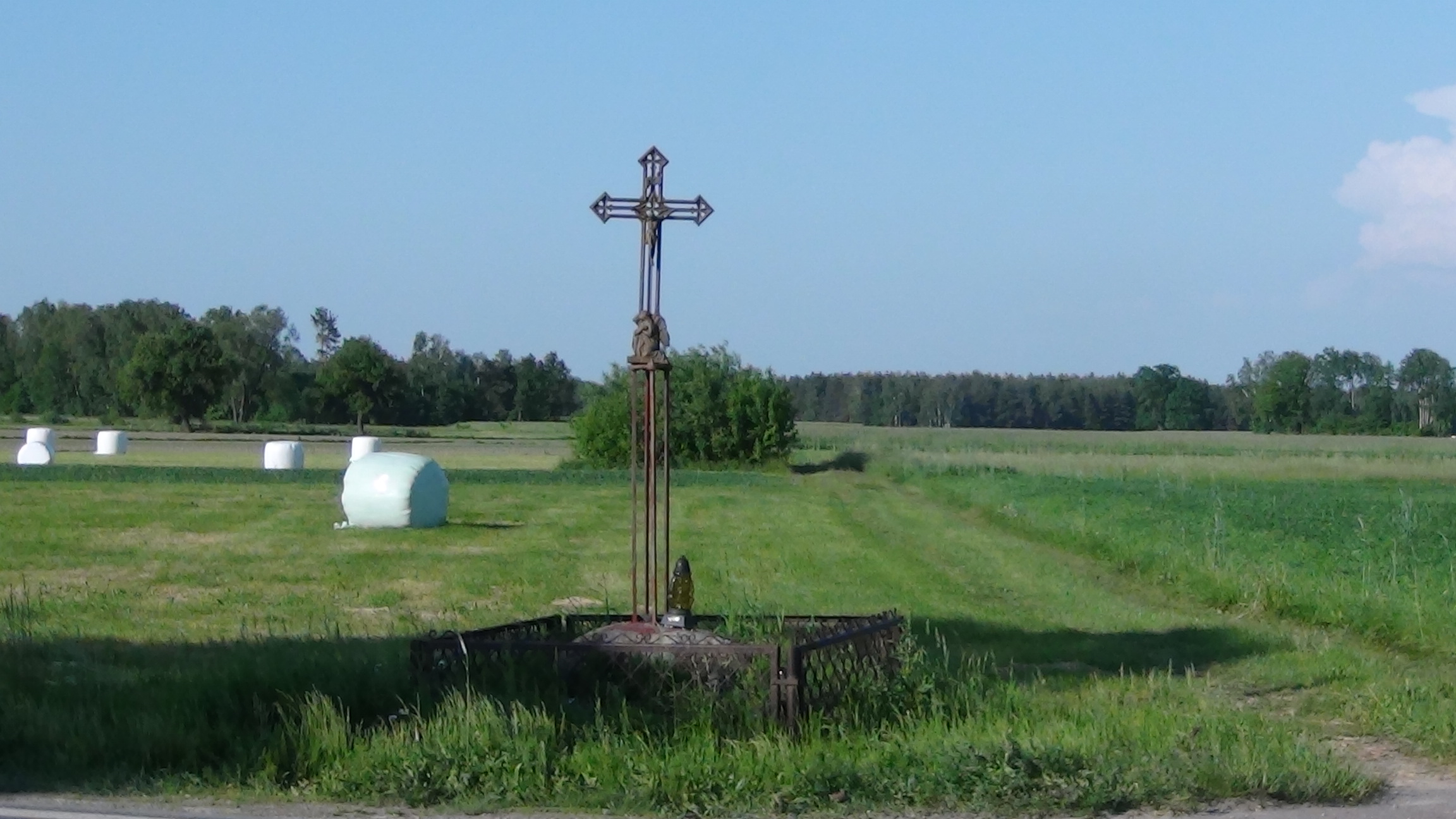
Krzyż znajdujący się przy drodze Ostrołęka-Ostrów Mazowiecka naprzeciwko drogi prowadzącej do folwarku
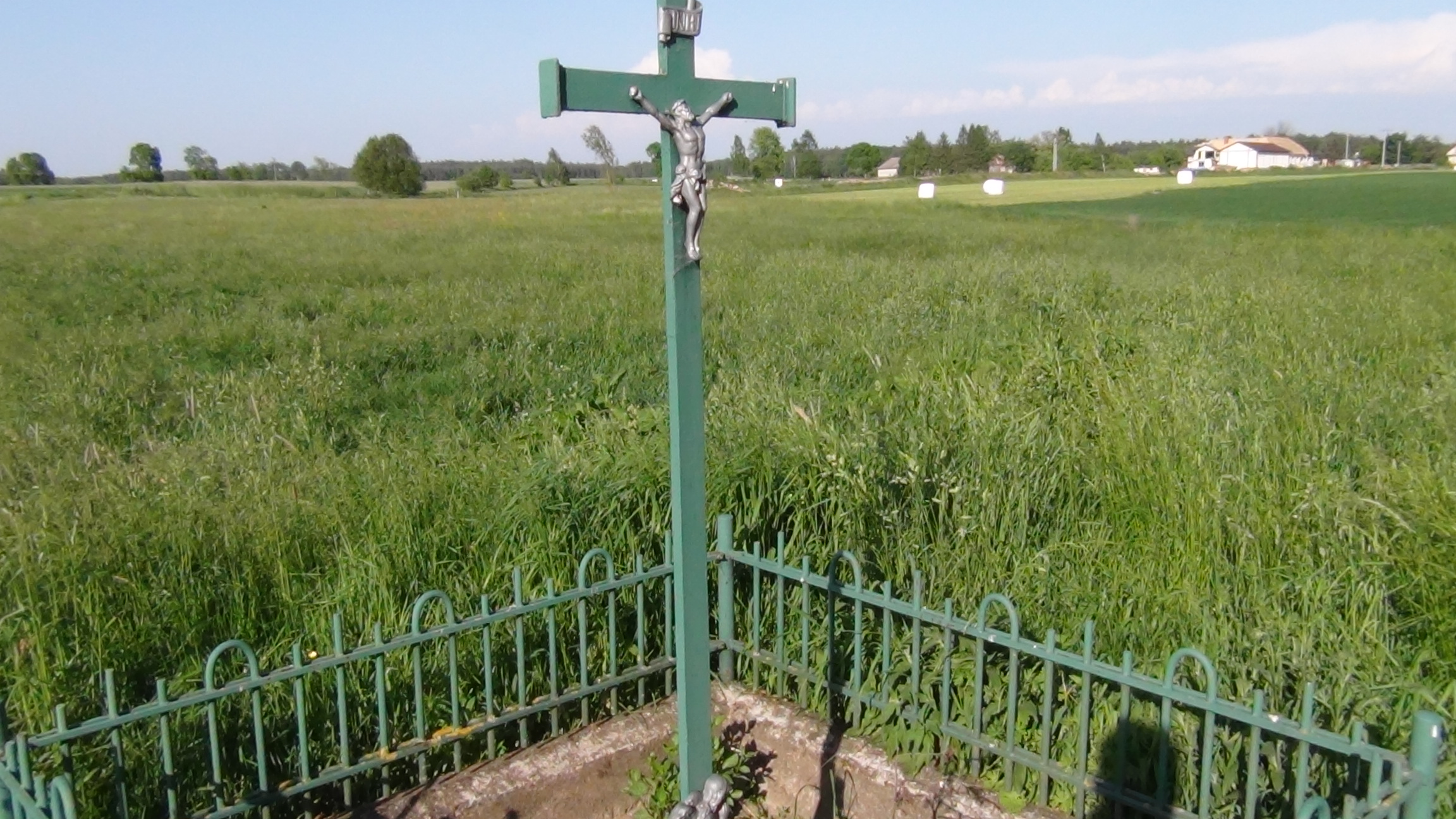
Krzyż znajdujący się na przecięciu drogi do folwarku i trasy Janki Stare - Borowce
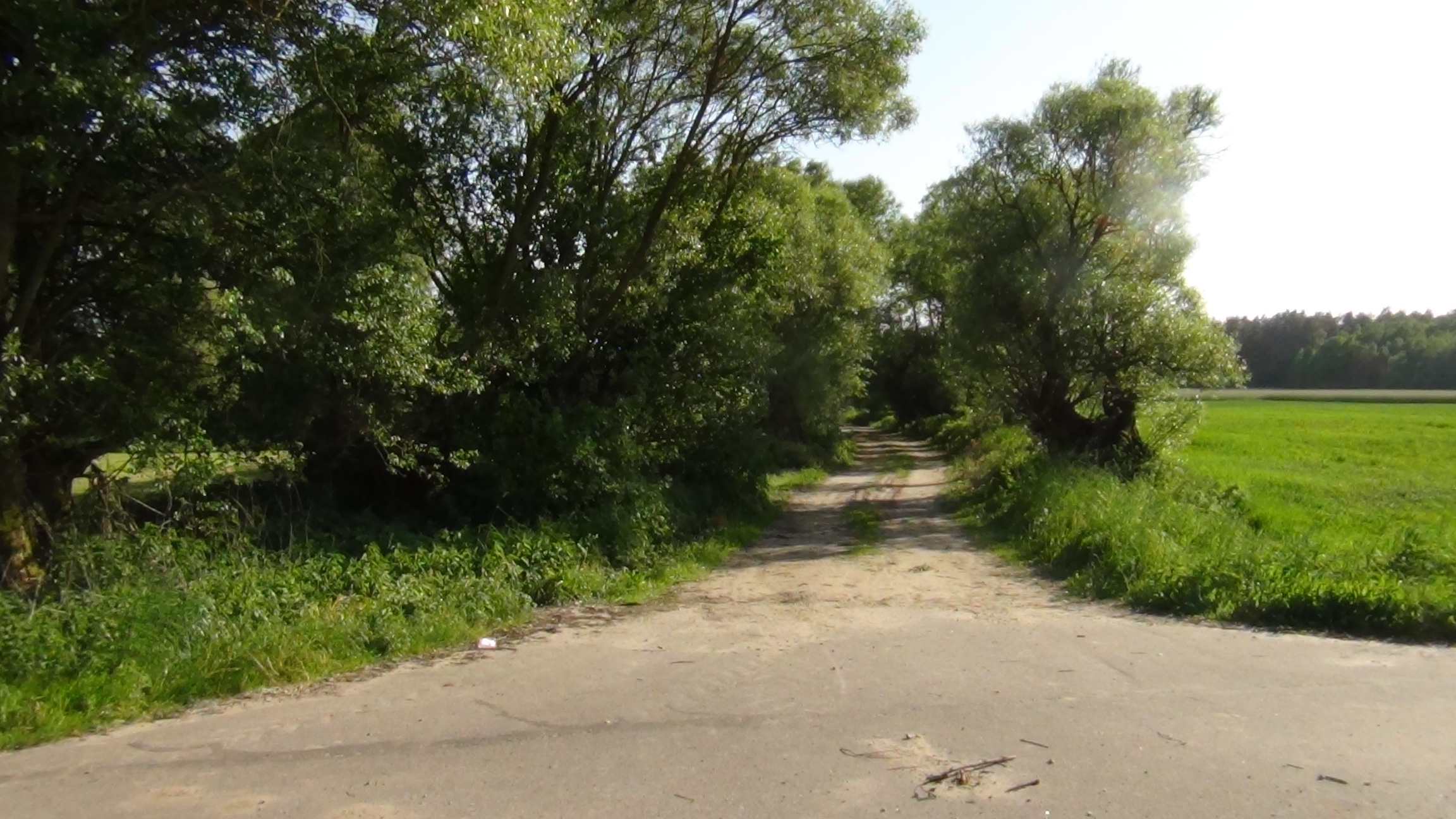
Znajdująca się po obu stronach drogi do folwarku aleja wierzbowa
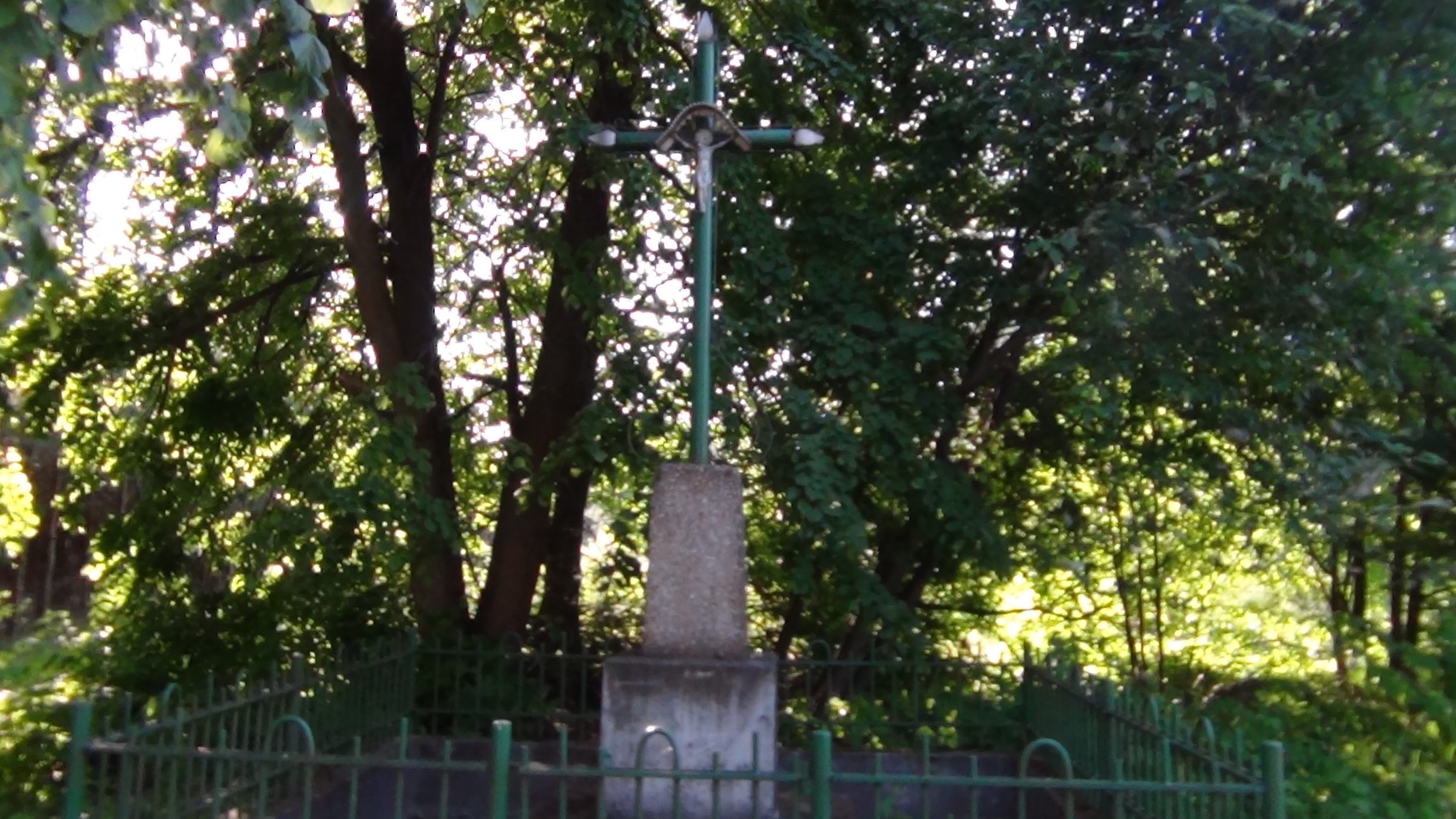
Krzyż stojący przed bramą wjazdową do folwarku